# Chiesa del Santissimo Corpo di Cristo (Valvasone)
Il duomo di Valvasone, noto anche come chiesa del Santissimo Corpo di Cristo, 
è la parrocchiale di Valvasone, frazione del comune di Valvasone Arzene, in provincia di Pordenone e diocesi di Concordia-Pordenone; fa parte della forania di Spilimbergo.
Custodisce le reliquie della sacra tovaglia che, secondo la tradizione, è il corporale macchiato di sangue in seguito al miracolo eucaristico verificatosi nel 1294 nella vicina Gruaro.

## Storia
La chiesa fu edificata nel corso del XV secolo, ma fu sottoposta a completa ristrutturazione in stile neogotico fra la fine dell'Ottocento e inizio del Novecento.

## Interno
Il gioiello artistico della chiesa è l'organo che risale al 1532, lavoro del veneziano Vincenzo Colombi, e che è l'ultimo esemplare della grande scuola veneta del Cinquecento.
Nella chiesa è presente anche la pala Nozze mistiche di santa Caterina di Giulio Quaglio il Giovane del 1701, posta sull'altare omonimo in stile barocco attribuito a Francesco Cabianca.